# Kimchi bokkeumbap
Kimchi-bokkeum-bap (김치볶음밥) é uma variedade de bokkeumbap (Hangul: 볶음밥, prato de arroz frito), um prato muito popular na Coreia. Seu nome se traduz literalmente como "arroz frito de kimchi". Kimchi bokkeumbap é feito principalmente com kimchi e arroz, e misturados com outros ingredientes que estejam disponíveis, tais como diferentes tipos de carne e vegetais picados.

## Ingredientes
Sobras de arroz e/ou kimchi envelhecidos são geralmente preferidos na preparação do kimchi bokkeumbap. Kimchi que já estão envelhecidos também podem ser usados para fazer kimchi jjigae, uma espécie de ensopado de kimchi. De fato, arroz refrigerado e kimchi bem-fermentado podem produzir um sabor mais rico, em oposição aos kimchi e arroz recém-preparados. Em preparação preliminar, o "kimchiso" (hangul: 김치소, recheio de kimchi, principalmente daikon, cebolas verdes e jeotgal fermentados e frutos do mar salgados) são retirados de kimchi e espremidos para que se elimine toda a salmoura. Sem esse processo, a textura do prato torna-se murcha.
Junto com o kimchi e o arroz, kimchi bokkeumbap pode conter muitos tipos de ingredientes, que dependem da preferência pessoal e da ocasião.Carne de porco ou spam são os mais comuns; no entanto,carne bovina, frango, bacon ou presunto podem ser usado. Em vez de carne, atum, camarão, ou cogumelos podem ser usado como substitutos, caso em que o nome do ingrediente pode ser prefixado ao prato, como "beoseot kimchi bokkeumbap" (hangul: 버섯김치볶음밥, literalmente, "kimchi bokkeumbap de cogumelo"). Carnes são picadas em um prato junto com vegetais como cebola, cenoura e abobrinha. Uma pequena quantidade de alho picado e fatias de pimentão verde podem ser usado como tempero. Estes ingredientes são fritos em uma panela com um pouco de óleo vegetal ou de gergelim.
Posteriormente, o prato cozido é colocado em um prato ou em uma tigela, e um ovo frito às vezes é servido por cima. Finalmente, gim ralado, cebolinhas ou gergelim são espalhados sobre ele para aprimorar o sabor e decorá-lo.